# Duomo di Pennabilli
Il duomo di Pennabilli, conosciuto anche come cattedrale di San Leone, è la chiesa più importante di Pennabilli: è cattedrale della diocesi di San Marino-Montefeltro e sede della parrocchia San Pio V.

## Storia
La cattedrale di Pennabilli fu edificata dal vescovo Giovanni Francesco Sormani (1566-1601) dopo che, per ragioni di Stato, il duca d'Urbino Guidobaldo da Montefeltro, probabilmente nel 1569, aveva rifiutato al vescovo e ai canonici la residenza a San Leo, dove da sempre si trovava la cattedrale della diocesi. In seguito a questo divieto papa Pio V concesse al vescovo Sormani di trasferire a Pennabilli la prerogativa della cattedrale e il 7 ottobre 1577, convocando il sinodo a Pennabilli, presente il clero, pose una croce dove dovrà sorgere l'altare maggiore della nuova cattedrale, intitolandola a San Leone.
Pochi giorni dopo iniziarono i lavori e il vescovo pose la prima pietra sotto la quale depositò delle monete di San Pio V. Nel 1580 la nuova chiesa si trovava a buon punto e nel 1588 fu ultimata e consacrata; sopra la porta maggiore si legge l'iscrizione: "D.Leoni dicatum MDLXXXVIII - Joannes Franciscus Sormanus Eps. Feretranus aedificandum curavit".
La cattedrale fu completamente restaurata dal vescovo Alfonso Maria Andreoli e inaugurata il 21 settembre 1910. La facciata della cattedrale è in cotto e fu completata nel 1904, 50 anni dopo la definizione dogmatica dell'Immacolata Concezione di Maria, come ricorda l'iscrizione al centro della facciata stessa.
Il vescovo Antonio Bergamaschi (1949-1966) compì i primi lavori di ristrutturazione e adeguamento alle disposizioni emanate dal Concilio Vaticano II.
Dopo trent'anni il vescovo Paolo Rabitti diede inizio ai lavori che porteranno ad un radicale restauro della cattedrale: il rifacimento del pavimento, del coro, delle cappelle laterali, della porta principale ed il rinnovo totale dell'altare, dell'ambone, del battistero; fu ristrutturata la sacrestia e l'accesso all'altare; fu creata una galleria absidale senza barriere architettoniche; furono rinforzati la facciata e il campanile; fu creato il sepolcreto dei vescovi nella cappella del Rosario.

## Descrizione
La chiesa è costruita a forma di croce latina. Lo stile attuale è neoclassico.
La cattedrale è intitolata a San Leone (San Leo) e all'Immacolata Vergine Maria, come compatrona, e la parrocchia a San Pio V. I tre patroni sono raffigurati nella grande tela dell'abside.
Nel 2006, sulla parete al lato sinistro dell'altare, è stata aggiunta una tela che rappresenta la Madonna delle Grazie di Pennabilli protettrice della diocesi, con i due santi patroni diocesani San Leone sacerdote e San Marino diacono.